# Antarcticite
L'antarcticite (simbolo IMA: Atc) è un minerale estremamente raro appartenente alla classe degli alogenuri con composizione chimica CaCl2 • 6H2O, quindi chimicamente è un cloruro di calcio contenente acqua.

## Etimologia e storia
Il minerale è stato trovato per la prima volta il 30 dicembre 1963 da Tetsuya Torii e Joyo Ossaka nella sua località tipo, il lago Don Juan, un lago altamente salino largo 100 × 300 metri, ma profondo solo 10 cm, nella Valle di Wright nella Terra Vittoria (in Antartide). Prende il nome dal continente dell'Antartide.
L'idrofilite, un tempo considerata un minerale a sé stante, è stata screditata perché identica all'antarcticite.

## Classificazione
Nelle classificazioni di Strunz, l'antarcticite è elencata nella classe degli alogenuri. Nell'8ª edizione, si trova tra gli "alogenuri semplici" e da lì nella sottoclasse degli "alogenuri semplici con H2O" dove forma il sistema nºIII/A.09 insieme a bischofite, eriochalcite, idrohalite, nickelbischofite, rokühnite e sinjarite.
Nella 9ª edizione della sistematica dei minerali secondo Strunz, l'antarcticite è elencata nella classe "3. Alogeni" e da lì nella sottoclasse degli alogenuri semplici contenenti acqua con un rapporto metallo-alogenuri di 1:2 "3.BB M:X = 1:2" dove forma un proprio sistema con il numero 3.BB.30.
Nel classificazione dei minerali secondo Dana, l'antarcticite forma un sottogruppo separato di alogenuri cristallini senz'acqua con un rapporto metallo-alogenuri di 1:2.

## Abito cristallino
L'antarcticite cristallizza nel sistema trigonale nel gruppo spaziale P321 (gruppo nº 150) con i parametri reticolari a = 7,89 Å e c = 3,95 Å e una unità di formula per cella unitaria.

## Origine e giacitura
L'antarcticite cristallizza solo da soluzioni altamente saline in condizioni molto secche. A seconda della composizione del minerale, un alto contenuto di calcio e cloruro è particolarmente importante. Ad esempio, l'acqua del lago Don Juan è così salata che non gela nemmeno nell'inverno antartico. Inoltre, il minerale può formarsi nel passaggio dall'acqua salata a quella dolce in buchi blu e come inclusione nel quarzo nelle pegmatiti mafiche. Se l'antarcticite cristallizza da acqua altamente salina, è associata ad halite, gesso e celestina.
Si conoscono solo pochi siti di questo rarissimo minerale. Oltre alla località tipo, l'antarcticite è stata trovata solo nella miniera Mary Kathleen a Mount Isa (in Australia), North Andros Islanda alle Bahamas, Preissac nella provincia canadese del Québec, Železnogorsk-Ilimskij in Russia, la "miniera di Driekop" nel complesso di Bushveld (in Sudafrica) e il lago Bristol, una salina che si trova in California (Stati Uniti).

## Forma in cui si presenta in natura
Il minerale forma aggregati di cristalli aghiformi incolori di dimensioni fino a 15 cm.. Il colore del suo striscio sulla mattonella è sempre bianco.

## Proprietà
È un minerale fortemente igroscopico e ha una bassa gravità specifica di 1,715 g/cm³. Sotto i 50 °C può parzialmente disidratarsi trasformandosi in mesohydride (CaCl2·4H2O), una specie minerale non approvata dall'Associazione Mineralogica Internazionale.